# 三益楽器
三益楽器（サムイクアッキ、朝: 삼익악기、KRX: 002450）は、韓国の楽器製造会社である。サミック（Samick）としても知られている。1958年創業。世界最大の楽器製造会社の一つであり、複数の楽器製造会社の株式を所有している。
サミックは複数のピアノ（例えば、Wm. クナーベ& Co.、プレンバーガー、コーラー&キャンベル (Kohler & Campbell)、ザイラー）、ギター（例えばグレッグ・ベネット・ギターズ、シルバートーン）、その他の楽器のブランドを所有している。

## 事業
1992年、サミックはインドネシア・ボゴール近郊のCileungsiにP.T. Samick factoryを建設した。この工場はサミックが製造する楽器の大半を生産している。
北米事業は新たに作られたテネシー州ギャラテインの北米法人本社で行われている（2007年7月に完成）。この19,900 m2の施設は北米市場に関する全管理業務を担っており、ギター、アコースティック/電子ピアノの流通センターとしても機能している。この施設は近年、クナーベブランドの下で販売される少数のアコースティックピアノの製造を始めた。

## ギター製造とOEM供給

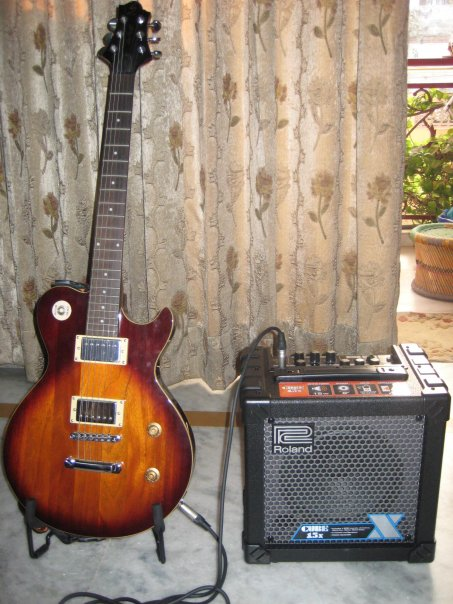
グレッグ・ベネットAvion AV1とローランドCube 15xアンプ

サミックのギターは 異なるブランド名の下で製造されており、グレッグ・ベネットやJ.T. Riboloff（元ギブソンのルシエール）を含む数多くの異なる製作者によって作られている。サミック製ギターはその他、スクワイアやエピフォン、ワッシュバーン、ホーナー、シルバートーン、その他のブランドのギターをOEM作成している。

### グレッグ・ベネット・ギターズ
アメリカのルシエールであるグレッグ・ベネットはサミックのギターシリーズを設計している。ギターはセイモア・ダンカンによって設計されたピックアップ、Groverからのマシンヘッド、Wilkinsonからのブリッジを備えている。使用されている木材はアフリカ産のオバンコールと黒檀、インド産のローズウッド、北米産のサトウカエデなどである。グレッグ・ベネット・レーベルの楽器はエレキギター、アコースティックギター、アーチトップギター、エレキベース、アコースティックベース、マンドリン、バンジョー、ウクレレ、オートハープである。

## ピアノ製造とブランド管理
サミックは幅広いピアノも製造販売している。アコースティックピアノのブランドには、サミック（Samick）、プレンバーガー、Wm. クナーベ& Co.、コーラー&キャンベル、ゲブリューダー・シュルツ（Gebrüder Schulze）がある。電子ピアノのブランドは、コーラー（Kohler）、サミックデジタル、シンフォニア（Symphonia）がある。サミックは最近ソーマー& Co.ブランドの停止を発表した。
2004年、サミックは競合企業の英昌ミュージック（ヨンチャン）の経営権を獲得したが、米国および韓国における独占禁止法により一年後にこの合同は終わった。2003年から2009年まで、サミックはドイツのC・ベヒシュタインと提携していた。
加えて、ベヒシュタインとサミックは中国上海に合弁事業工場を持っている。2008年10月、サミックはドイツのピアノ会社ザイラーの買収を発表した。ザイラーは価格と全体の品質の両面でベヒシュタインと競う存在と一般的に認められている。この発表はサミックとベヒシュタインとの間の協力関係が続くかどうかについて疑問を引き起こした。
2009年末、サミックはスタインウェイ・ミュージカル・インスツルメンツの株式16.5%を取得した。2010年11月までに、スタインウェイ・ミュージカル・インスツルメンツにおけるサミックの株式は32%まで上昇した。2013年、サミックが持つスタインウェイの株式はスタインウェイ・アンド・サンズが非公開企業となった時にジョン・ポールソンによって買い取られた。
2015年、サミックは河合楽器製作所の株式を取得し、一時は筆頭株主となった。